# Alexander von Knobelsdorff

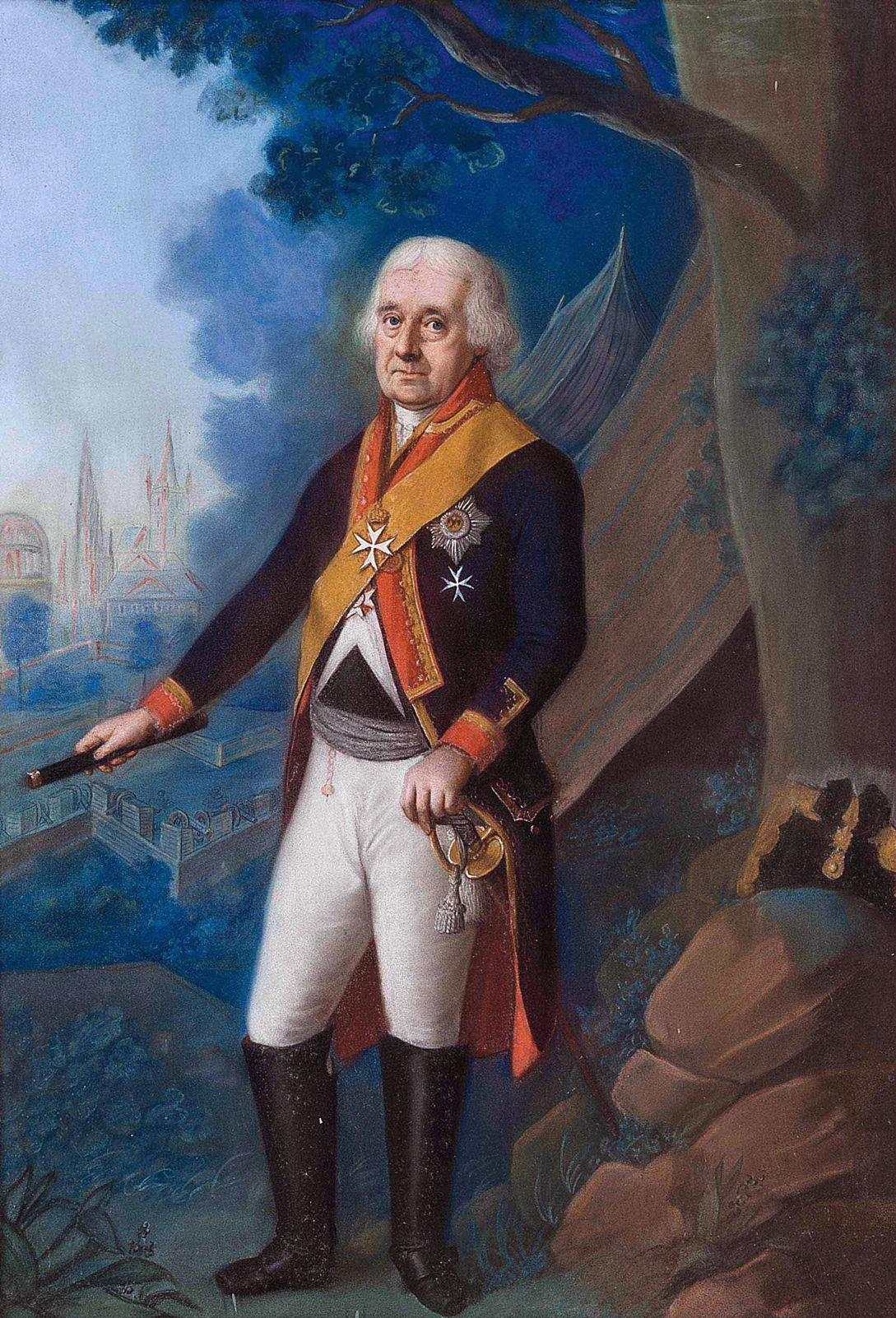
Mariscal de Campo Alexander Friedrich von Knobelsdorff.

Alexander Friedrich von Knobelsdorff (13 de mayo de 1723 en Cunow, cerca de Crossen  - 10 de diciembre de 1799 en Stendal) fue un mariscal de campo prusiano.

## Biografía
Knobelsdorff, originalmente un oficial de caballería, recibió condecoraciones en las guerras de Silesia y era comandante de los regimientos de infantería "Brunswick-Bevern" y "von Schwarz". En 1776 fue hecho Inhaber del regimiento de infantería "Stojentin", estacionado en Stendal. Durante la Guerra de Sucesión Bávara se distinguió como comandante de brigada en el ejército del príncipe Enrique. En la campaña contra Holanda en 1787, lideró la división en la ala izquierda. El comandante del ejército por aquel tiempo era el duque Fernando de Brunswick. Al estallar la guerra contra Francia en 1792, permaneció en Stendal, mientras que su regimiento se unió al cuerpo del duque de Brunswick. Sin embargo, cuando la situación de la guerra empeoró y el Duque cayó enfermo y tuvo que abandonar las fuerzas de la coalición en marzo de 1793, Knobelsdorff tomó el control como comandante supremo de las tropas prusianas. En el verano de 1793 Knobelsdorff fue promovido a General de Infantería y recibió un reconocimiento especial del rey. Invitado frecuente de este último, el viejo general fue promovido a Generalfeldmarschall en 1798 y todavía participó en maniobras en Potsdam en 1799.
Knobelsdorff murió en Stendal en diciembre de ese mismo año después de sufrir un ataque. Había sido francmasón y sirvió por muchos años como Venerable Maestro de la logia de Stendal "la Corona Dorada". Conocido cazador y amante de la naturaleza, uno de sus pupilos más famosos es el general Ernst von Rüchel, inspector general de la educación militar prusiana y Mitverlierer en la batalla de Jena el 14 de octubre de 1806.
- Datos: Q112784
- Multimedia: Alexander Friedrich von Knobelsdorff / Q112784